# Фудбалски савез Курасаоа
Фудбалски савез Курасаоа (пап. Federashon Futbòl Kòrsou) (ФФК (FFK)) је Фудбалски савез Курасаоа и члан је Конкакафа и Фифе. ФФК је основан као КВБ (CVB; Фудбалски савез Курасаоа) 1921. године и повезан је са Фифом од 1932. до 1958.
КФБ се спојио са другим антилским удружењима у Холандску антилску фудбалску унију (НАВУ) (Netherlands Antillean Football Union)  у коју је такође прешло чланство у ФИФА-и. Поред тога, КВБ је наставио да постоји независно, али више не за бившу територију Курасао, већ само за сам Курасао. НАВУ је био један од оснивача КОНКАКАФ-а. Валтер ван Росберг је био председник КВБ-а више од 25 година, а такође је био и председник НАВУ-а. Крајем 1986. КВБ је одлучио да се распусти. То је потврђено почетком 1987. године и истовремено је основан ФФК као наследник.  Уочи распуштања Холандских Антила због уставних реформи у Краљевини Холандији, НАВУ је распуштен у фебруару 2011. године, а чланство у ФИФА-и је пребачено у ФФК.
Седиште је у Курасау, а председник је Шахин Елхаџ од 2019.
Сажето ФФК савез је правни наследник Холандске антилске фудбалске уније, која је окончана распадом Холандских Антила 2010. Међународне утакмице представља фудбалска репрезентација Курасао. НАВУ је преименован у ФФК 9. фебруара 2011  након што је ФИФА потврдила промену имена и ажурирање статута,  као и у случају са Бонером, који је тада припадао Холандији.